# Mauritània Primera
Mauritània Primera (en llatí Mauritania Prima) va ser una província romana d'Orient. Anava des Cesarea (Cherchel) al riu Ampsaga. Es va establir cap a l'any 534 i abraçava només la zona costanera.

## Història
L'any 429, el rei vàndal Genseric, per invitació del comte Bonifaci, va travessar l'estret de Gades, i Mauretània, amb les altres províncies africanes, va caure en mans dels conqueridors bàrbars. Belisari va destruir el Regne dels Vàndals, i Mauretània es va convertir de nou en una província romana sota domini d'un exarca oriental.
Entre els governadors més destacats hi hagué Joan el Patrici, que va rebutjar en diverses ocasions els atacs dels maures. El seu successor, l'eunuc Salomó, va recuperar la major part de l'antiga província Sitifiense, que va ser unida a la resta de Mauritània Primera. Finalment va ser ocupada pels àrabs entre l'any 698 i el 709.